# Lijst van spelers van Ajax (mannen)
Dit is een lijst van voetballers die minimaal één officiële wedstrijd hebben gespeeld in het eerste elftal van de Nederlandse betaaldvoetbalclub Ajax.

## A
- Stanley Aborah
- Chris Ackerman
- Wim Addicks
- Olivier Aertssen
- Ismaïl Aissati
- Jamal Akachar
- Chuba Akpom
- Toby Alderweireld
- Rob Alflen
- Henk Alofs
- Edson Álvarez
- Yannis Anastasiou
- Henk Anderiesen
- Wim Anderiesen
- Wim Anderiesen jr.
- Lucas Andersen
- Cor Andriesse
- Vurnon Anita
- Antony
- Frank Arnesen
- Sjota Arveladze
- Henk Asbeek Brusse
- Thimothée Atouba
- Tjeerd Aukema
- Gastón Ávila
- Amourricho van Axel Dongen

## B
- Youri Baas
- Tijjani Babangida
- Ryan Babel
- Kennedy Bakırcıoğlu
- Edwin Bakker
- Engbert Bakker
- Klaas Bakker
- Mitchel Bakker
- Gert Bals
- Jaydon Banel
- Leen Bartels
- Rob Bartelsman
- Calvin Bassey
- Marco van Basten
- Riechedly Bazoer
- Kiran Bechan
- Jan Becker
- Donny van de Beek
- Dick Been
- Rob Been sr.
- Jo Behrens
- Milan Berck Beelenkamp
- Sidney Vandenbergh
- André Bergdølmo
- Dave van den Bergh
- Steven Berghuis
- Dennis Bergkamp
- Steven Bergwijn
- Wim Beuker
- Gerrit Beumer
- Joop Bieshaar
- Luc Bijker
- Rinus Bijl
- Horst Blankenburg
- Ton Blanker
- Joris Blankert
- Cor Bleeker
- Wim Bleijenberg
- Daley Blind
- Danny Blind
- Karel Blits
- Henk Blomvliet
- Emmanuel Boakye
- Kevin Bobson
- Ilan Boccara
- George van Bockel
- Darko Bodul
- Dmitri Boelykin
- Diederik Boer
- Frank de Boer
- Jan de Boer
- Ronald de Boer
- Jan den Boer
- Toon den Boer
- Derk Boerrigter
- Peter Boeve
- Winston Bogarde
- Nicolai Boilesen
- Wim de Bois
- Roly Bonevacia
- Jan Bonneveld
- Karel Bonsink
- Branco van den Boomen
- Ronnie Boomgaard
- Maurits Boonstoppel
- Hans Boskamp
- John Bosman
- Nourdin Boukhari
- Aitze Bouma
- Rayane Bounida
- Jan Bouquet
- Co Bouwens
- Aaron Bouwman
- Bram Braam
- Frits Brienen
- Rinus Brink
- Brian Brobbey
- Piet van den Broecke
- Willy Brokamp
- Božo Broketa
- Theo Brokmann sr.
- Theo Brokmann jr.
- Sjaak Brokx
- John van den Brom
- Gerard Bruins
- Anton Buyen
- Theo Buijs
- Piet Burgers
- Dick van Burik
- Joop Butter
- Wilco van Buuren
- Nico Buwalda

## C
- Mateo Cassierra
- Geoffrey Castillion
- Václav Černý
- Angelos Charisteas
- Cristian Chivu
- Jasper Cillessen
- Ray Clarke
- Pelle Clement
- Tim de Cler
- Jürgen Colin
- Francisco Conceição
- Frans Couton
- Johan Cruijff
- Daniel Cruz
- Isaac Cuenca
- Jason Čulina
- Darío Cvitanich

## D
- Jan Dahrs
- Jelle Van Damme
- Dani
- Danilo
- Inge Danielsson
- Mohamed Daramy
- Edgar Davids
- Gerard Deen
- Piet van Deijck
- Cor van Dekken
- Laurent Delorge
- Coen Delsen
- Hein Delsen
- Andrij Demtsjenko
- Stefano Denswil
- Sergiño Dest
- Alistair Dick
- Joey Didulica
- Jan van Diepenbeek
- Arie van Dijk
- Dick van Dijk
- Gé van Dijk
- Mitchell Dijks
- Fred Dikstaal
- Jan Distelbrink
- Jan Ditmeijer
- Jan van Dodeweerd
- Lloyd Doesburg
- Kasper Dolberg
- Mitchell Donald
- Gerard Doon
- Pim van Dord
- Henk van Dort
- Jan van Dort
- Gerard Draayer
- Jan Draayer
- Guus Dräger
- Jan van Drecht
- Lerin Duarte
- Theo van Duivenbode
- Ferry Dukker
- Rob Dukker
- Johnny Dusbaba

## E
- Lorenzo Ebecilio
- Loek den Edel
- Oliver Edvardsen
- Arie van Eijden
- Gerhardus van Engelen
- Carel Eiting
- Jurgen Ekkelenkamp
- Anwar El Ghazi
- Mounir El Hamdaoui
- Jan Elzenga
- Henk Elzer
- Urby Emanuelson
- Johan Engelsma
- Eyong Enoh
- Christian Eriksen
- Hans Erkens
- Julien Escudé
- Jan Everse

## F
- Donald Feldmann
- Wim Feldmann
- Tonny Fens
- Dick Fiene
- Joop Fijen
- Leen Fillet
- Gerrit Fischer
- Pál Fischer
- Viktor Fischer
- Kian Fitz-Jim
- Wim Focken
- Kees Fol
- Carlos Forbs
- Gé Fortgens
- Louis Fraenkel
- Jan Fransz
- Bab Fritz

## G
- Gabri
- Anton Gaaei
- Iván Gabrich
- Tomáš Galásek
- Hans Galjé
- Felix Gasselich
- Martin van Geel
- Cor Geelhuijzen
- Ruud Geels
- Wim Geerking
- Herman Geestman
- Freek Gehrels
- Robert Gehring
- Cor van Gelder
- Liam van Gelderen
- Desmond Gemert
- Dennis Gentenaar
- Finidi George
- Jan Gerritsen
- Kick Geudeker
- Jean Gilissen
- Gerrit Gischler
- Oscar Gloukh
- Joško Gluić
- Edwin Godee
- Mika Godts
- Max Goedkoop
- Tristan Gooijer
- Jan Goosen
- Dean Gorré
- Jay Gorter
- Eddy Pieters Graafland
- Roel Gras
- Ryan Gravenberch
- Jim Grigoleit
- Florian Grillitsch
- Fred Grim
- Alfons Groenendijk
- Dick Groenewoud
- Jesper Grønkjær
- Cees Groot
- Henk Groot
- Theo de Groot
- Jan Grootmeijer
- Zdeněk Grygera
- Nemanja Gudelj
- Cedric van der Gun
- Wim Gupffert

## H
- Arie Haan
- Frans de Haan
- Günther de Haan
- Theo van Haarlem
- Bobby Haarms
- Winston Haatrecht
- Sébastien Haller
- Wim Hangard
- Rein Happel
- Johnny Hansen
- Sontje Hansen
- Jan van Halst
- Guus van Ham
- Piet Hamberg
- Eddy Hamel
- Arnold van Haren
- Ruud Harms
- Cor van der Hart
- Teun den Hartigh
- Jan Hassink
- Jorrel Hato
- Bob ten Have
- Jan van Heeswijk
- Anton van der Heide
- Jan-Arie van der Heijden
- Erik Heijblok
- Pascal Heije
- Ben Heijn
- Andries Heins
- John Heitinga
- Dick Helling
- Jordan Henderson
- Sam Hendriks
- Youssouf Hersi
- Danny Hesp
- Antoon ten Herkel
- Jan van den Heuvel
- Kristian Hlynsson
- Cor Hoeboer
- Peter Hoekstra
- Danny Hoesen
- Cor van der Hoeven
- Chris Holst
- Sjaak Hoogland
- Mike van der Hoorn
- Johnny Holshuijsen
- Bertus Hoogerman
- Henk Hordijk
- Jaap Hordijk
- Cor ter Horst
- Karel ter Horst
- Brutil Hosé
- Theo Houtman
- Donny Huijsen
- Wim Huis
- Barry Hulshoff
- Klaas-Jan Huntelaar

## I
- Zlatan Ibrahimović
- Oussama Idrissi
- Mohamed Ihattaren
- Pius Ikedia
- Wim Ingenbleek
- Wout Iseger

## J
- Peter Jager
- Dies Janse
- Piet Jansen
- Tony Jansen
- Wim Jansen
- Frank Janssen
- Theo Janssen
- Vítězslav Jaroš
- Henning Jensen
- Victor Jensen
- Dennis Johnsen
- Frenkie de Jong
- Jan de Jong
- Nigel de Jong
- Siem de Jong
- Wim Jonk
- Florian Jozefzoon
- Juanfran
- Mariano Juan
- Cor Jurriaans

## K
- Ruud Kaiser
- Chris Kammeijer
- Christopher Kanu
- Nwankwo Kanu
- Ahmetcan Kaplan
- Gerrit Keizer
- Marcel Keizer
- Piet Keizer
- Jaap Kelderman
- Joop Keller
- Hille van Keulen
- Wim Kieft
- Ricardo Kishna
- Berend Kist
- Giorgi Kinkladze
- Wim Klaasen
- Davy Klaassen
- Sean Klaiber
- Gerrie Kleton
- Steef Klein
- Ronald Klinkenberg
- Dick Klopper
- Wim Kluft
- Justin Kluivert
- Patrick Kluivert
- Jaap Knol
- Richard Knopper
- Ronald Koeman
- Robert Kok
- Dolf van Kol
- Don-Angelo Konadu
- George Koning
- Henk Koning
- Bob de Koning
- Dico Koppers
- Joop Korndörffer
- Ger Kooge
- Ton Kooy
- René Kraay
- Karel Kraamwinkel
- Michel Kreek
- Rasmus Nissen Kristensen
- Bojan Krkić
- Michael Krohn-Dehli
- Ruud Krol
- Gerard Krooshof
- André de Kruijff
- Ger Krist
- Jan van 't Kruis
- Mohammed Kudus
- Samuel Kuffour
- Piet van der Kuil
- Jouke Kuipers
- Joop Kuipers

## L
- Zakaria Labyad
- Tscheu La Ling
- Freek Lamain
- Han Lambregts
- Kostas Lamprou
- Denny Landzaat
- Noa Lang
- Quido Lanzaat
- Peter Larsson
- Brian Laudrup
- Michael Laudrup
- Karel van der Lee
- Piet Leemhuis
- Bep Leentvaar
- Benjamin van Leer
- Rolf Leeser
- Leonardo
- Søren Lerby
- Ruben Ligeon
- Matthijs de Ligt
- Matheus Lima Magalhães
- Olaf Lindenbergh
- Toon van der Linde
- Henk van der Linden
- Rasmus Lindgren
- Jari Litmanen
- Bogdan Lobonţ
- Nicolás Lodeiro
- John van Loen
- Hennie Loois
- Ko Loois
- Jan Looyen
- Jan Los
- Eli Louhenapessy
- Jan-Willem Lucas
- Rinus Lucas
- Lorenzo Lucca
- Peter Lübeke
- Jody Lukoki
- Albert Luque

## M
- André Maasen
- Nikos Machlas
- Hedwiges Maduro
- Lisandro Magallán
- Sivert Mannsverk
- Edgar Manucharyan
- Răzvan Marin
- Joop Martens
- Ar'Jany Martha
- Javier Martina
- Lisandro Martínez
- Azor Matusiwa
- Maxwell
- Noussair Mazraoui
- Benni McCarthy
- Jakov Medić
- Ger van der Meer
- Walter Meeuws
- Andy van der Meijde
- Bert de Meijer
- Geert Meijer
- Han Meijer
- Henny Meijer
- Mario Melchiot
- Queensy Menig
- Kofi Mensah
- Stanley Menzo
- Wim Meutstege
- Rinus Michels
- Mido
- Georges Mikautadze
- Arkadiusz Milik
- Nicolae Mitea
- Freek Moinat
- Niklas Moisander
- Herman Mohrmann
- Jorthy Mokio
- Aaron Mokoena
- Jan Mølby
- Keje Molenaar
- Michael Mols
- Raúl Moro
- Ger van Mourik
- Arnold Mühren
- Gerrie Mühren
- Tom De Mul
- Jan Mulder
- Henk Mulders
- Bennie Muller
- Kiki Musampa

## N
- Jan de Natris
- Johan Neeskens
- David Neres
- John Nieuwenburg
- Gerrit Nieuwkamp
- René Notten
- Abdelhak Nouri
- Klaas Nuninga

## O
- Anthony Obodai
- John O'Brien
- Lucas Ocampos
- George Ogăraru
- Hennie Oldenziel
- Oleguer
- Sunday Oliseh
- Jesper Olsen
- André Onana
- André Ooijer
- Edo Ophof
- Luis Manuel Orejuela
- Daan van Os
- Paul den Ottelander
- Piet Oudendijk
- Piet Ouderland
- Tarik Oulida
- Marc Overmars
- Aras Özbiliz

## P
- René Panhuis
- Marko Pantelić
- Petri Pasanen
- Remko Pasveer
- Piet Paternotte
- Fons Pelser
- Jan Pelser
- Adriaan Pelser
- Joop Pelser
- Harry Pelser
- Guido Pen
- Kenneth Pérez
- Dan Petersen
- Michael Petersen
- Peet Petersen
- Stefan Pettersson
- Steven Pienaar
- Jaap Philips
- Mitchell Piqué
- Rydell Poepon
- Ad van de Pol
- Albert Post
- Frans Postma
- Jan Potharst
- Christian Poulsen
- Co Prins
- Piet Prins
- Quincy Promes
- Ton Pronk
- Joop van de Puttelaar

## Q
- Jan Quakernaat
- Kwame Quansah

## R
- Wim van Raan
- Diant Ramaj
- Christian Rasmussen
- Piet van Reenen
- Youri Regeer
- Erik Regtop
- Michael Reiziger
- Devyne Rensch
- Johnny Rep
- Martijn Reuser
- Ricardo van Rhijn
- Daniël de Ridder
- Jaïro Riedewald
- Frank Rijkaard
- Julian Rijkhoff
- Joop Rijnders
- Nico Rijnders
- Rob Rijnink
- Johnny Roeg
- Roger
- Dennis Rommedahl
- Nico Ronday
- Rini van Roon
- Lucas Rosa
- Mauro Rosales
- Markus Rosenberg
- Remi Rosendahl
- Henk Rotgans
- Bryan Roy
- Wim Rozeboom
- Andrzej Rudy
- Daniele Rugani
- Kees Ruiter
- Gerónimo Rulli
- Frans Rutte

## S
- Lesly de Sa
- Ruud Saarloos
- Anass Salah-Eddine
- Tobias Sana
- Davinson Sánchez
- Jorge Sánchez
- Yaya Sanogo
- Henk van Santen
- Márcio Santos
- Edwin van der Sar
- Jeffrey Sarpong
- Johnny Schaap
- Werner Schaaphok
- Kjell Scherpen
- Theo Schetters
- Heinz Schilcher
- Robbert Schilder
- Jan Schindeler
- John van 't Schip
- Hennie Schipper
- Willy Schmidt
- Dick Schoenaker
- Frans Schoevaart
- Jan Schoevaart
- Chris Schoonenberg
- Arnold Scholten
- Lasse Schöne
- Piet Schrijvers
- Jan Schubert
- Dennis Schulp
- Henk Schutte
- Perr Schuurs
- Clarence Seedorf
- Stefano Seedorf
- Kick Seegers
- Jan Seelen
- Thulani Serero
- Bart Severijnse
- Gerald Sibon
- Tom Sier
- Kaj Sierhuis
- Kolbeinn Sigþórsson
- Louis Seijlhouwer
- Victor Sikora
- Sonny Silooy
- Bruno Silva
- Daley Sinkgraven
- Donovan Slijngard
- Walter Smak
- Cees Smit
- Henk Smit
- Jan Smit
- Joop Smit
- Wim Smit
- Richard Sneekes
- Wesley Sneijder
- Evander Sno
- Jan Snoeks
- Tom Soetaers
- Frits Soetekouw
- Henk Sonnevelt
- Wesley Sonck
- Tom Søndergaard
- Jan Sørensen
- Borna Sosa
- Ronald Spelbos
- Arno Splinter
- Fabian Sporkslede
- Jaap Stam
- Jan Stam
- Toon Standaar
- Frank Stapleton
- Arno Steffenhagen
- Maarten Stekelenburg
- Joop Steunenberg
- Sean Steur
- Joop Stoffelen
- Sjaak Storm
- Piet Strijbosch
- Bert Strijks
- Ger Stroker
- Heinz Stuy
- Luis Alberto Suárez
- Suk Hyun-jun
- Miralem Sulejmani
- Raphael Supusepa
- Josip Šutalo
- Wim Suurbier
- Ruud Suurendonk
- Sjaak Swart
- Cornelis Swarttouw

## T
- Dušan Tadić
- Nicolás Tagliafico
- Simon Tahamata
- Benjamin Tahirović
- Teemu Tainio
- Ken Taylor
- Kenneth Taylor
- Rob Tervoort
- Frits Terwee
- Kenny Tete
- Petri Tiainen
- Henk Tijm
- Siem Tijm
- Jurriën Timber
- Michael Timisela
- Henk Timmer
- Ole Tobiasen
- Hatem Trabelsi
- Bertrand Traoré
- Lassina Traoré
- Ignacio Tuhuteru
- Rody Turpijn
- Henk Twelker

## U
- Guus Uhlenbeek
- Naci Ünüvar
- Ismael Urzaíz

## V
- Rafael van der Vaart
- Gerald Vanenburg
- Bruno Varela
- Zoltán Varga
- Velibor Vasović
- John Veldman
- Han Velder
- Joël Veltman
- Jaap van Veen
- Leo van Veen
- Jany van der Veen
- Jeroen Verhoeven
- Chris Verkaik
- Mark Verkuijl
- Frank Verlaat
- Thomas Vermaelen
- Kenneth Vermeer
- Wim Vermeer
- Jan Vertonghen
- Karel Vesters
- Abel Velzing
- Nick Viergever
- Ferdi Vierklau
- Jan Vinck
- Marciano Vink
- Joop Vis
- Ad Visser (1926)
- Ad Visser (1935)
- Ko van der Vlis
- Cor de Vlieger
- Frans Vlietman
- Ben Vogel
- Wim Volkers
- Hans Vonk
- Peter Voogt
- Silvano Vos
- Jan de Vos
- Peter van Vossen
- Piet Vunderink
- Roef Vunderink

## W
- Ad Waldeck
- Wamberto
- Jan Weggelaar
- Wout Weghorst
- Ton Weijmer
- Arend van der Wel
- Piet Weppner
- Hans Werdekker
- Wim van der Werf
- Heiko Westermann
- Bob Westra
- Eef Westers
- Sies Wever
- Ad Wheeler
- Nico van der Weide
- Joop Wiegel
- Ton Wickel
- Gregory van der Wiel
- Rob Wielaert
- Johan Wieringa
- Martin Wiggemansen
- Piet Wijnberg
- Owen Wijndal
- Erwin van Wijngaarden
- Clyde Wijnhard
- Menno Willems
- Ron Willems
- Wim Willemse
- Hennie Windt
- Aron Winter
- Hans Winter
- Chris Wintershoven
- Arie de Wit
- Dani de Wit
- Rob de Wit
- Richard Witschge
- Rob Witschge
- Maximilian Wöber
- Cees de Wolf
- Kees Wolfers
- Jan Wolterink
- Nordin Wooter
- Jan Wouters

## Y
- Abubakari Yakubu
- Amin Younes
- Mustafa Yücedağ

## Z
- Deyovaisio Zeefuik
- Marvin Zeegelaar
- Demy de Zeeuw
- Gerard Ziegeler
- Sten Ziegler
- Niki Zimling
- Richairo Živković
- Hakim Ziyech
- Johan Zuidema
- Kees Zwamborn